# Manuel Pineda Muñoz
Manuel Pineda Muñoz (Mazatlán, Sinaloa, 1804-La Paz (Baja California Sur), 1891) fue un capitán del Ejército Mexicano que dirigió la resistencia mexicana sobre las fuerzas de los Estados Unidos en Baja California Sur durante la Intervención estadounidense en México. Comandante y líder de la victoria en la Batalla de Mulegé inspiró a la resistencia sudcaliforniana en la Batalla de La Paz y la Batalla de San José del Cabo.
A pesar de que fue finalmente derrotado y más tarde capturado en San Antonio de la Sierra, la resistencia que dirigió permitió que los americanos vieran que la península de Baja California no se les rendiría con facilidad e impulsó a que los estadounidenses omitieran la demanda original de anexión de Baja California y Baja California Sur a los Estados Unidos en el Tratado de Guadalupe Hidalgo.